# دوري آيسلندا الممتاز 1958
دوري آيسلندا الممتاز 1958 (بالآيسلندية: 1. deild karla í knattspyrnu 1958) هو الموسم 47 من  دوري آيسلندا الممتاز. أقيم خلال الفترة 10 يونيو 1958 وحتى 7 سبتمبر 1958، وكان عدد الأندية المشاركة فيه  6، وفاز فيه ابروتاباندلاج أكرانيس.